# John Gathorne-Hardy (2e comte de Cranbrook)
John Stewart Gathorne-Hardy, 2e comte de Cranbrook (22 mars 1839 - 13 juillet 1911), connu sous le nom de Lord Medway de 1892 à 1906, est un pair britannique et député conservateur.

## Biographie
Né John Stewart Hardy, il est le fils aîné de l'homme politique conservateur Gathorne Gathorne-Hardy (1er comte de Cranbrook) et Jane Orr. Il prend le nom de famille supplémentaire de Gathorne par licence royale en 1878 et lorsque son père est élevé à la pairie en tant que comte de Cranbrook en 1892, il obtient le Titre de courtoisie de Lord Medway. Il est élu à la Chambre des communes pour Rye en 1868, siège qu'il occupe jusqu'en 1880, et représente ensuite Mid Kent de 1884 à 1885 et Medway de 1885 à 1892. En 1906, il succède à son père comme deuxième comte de Cranbrook et prend place à la Chambre des lords.
Lord Cranbrook épouse Cicely Marguerite Wilhelmina Ridgway, fille de Joseph Ridgway, en 1867. Leur fils cadet, John Francis Gathorne-Hardy, est un général dans l'armée. Leur fille, Dorothy Milner Gathorne-Hardy, épouse Rupert D'Oyly Carte. Lord Cranbrook est décédé en juillet 1911, à l'âge de 72 ans, et son fils aîné Gathorne lui succède. Lady Cranbrook est décédée en 1931.